# 라진만
라진만(羅津灣, 표준어: 나진만, 영어: Rajin Bay)은 조선민주주의인민공화국 라선시 라진구역의 만이며, 동해에 위치한다.

## 상세
나진만의 이름의 유래는 함경북도 나진시에서 왔다. 두음법칙으로 인하여 표준어에서는 나진만, 문화어로는 라진만이라고 한다. 동해의 일부이며, 나진만의 위치는 라선시 라진구역 신수동과 라선시 라진구역 나진동(나진반도)의 사이에 위치한다. 라진만 안에는 대초도, 소초도가 있으며, 나진항 라진만 안에 있다. 라선시에 있는 2개의 만 중 하나이며, 다른 하나는 선봉구역의 웅기만이다.

## 같이 보기
- 라진구역
- 라선특별시
- 웅기만
- 동해